# حادثة الإشعاع في المغرب 1984
في آذار / مارس 1984 وقع حادث إشعاع في المغرب، حيث توفي ثمانية أشخاص من النزيف الرئوي الناجم عن التعرض المفرط للإشعاع من الايريديوم-192 المصدر. كما تلقى الأفراد الآخرين جرعات زائدة من الإشعاع التي تطلب عناية طبية. ثلاثة أشخاص تم إرسالهم إلى معهد كوري في باريس للعلاج من التسمم الإشعاعي.
فإن المصدر استخدم صورة شعاعية و انفصلوا عن الحاوية. حسب المصدر نفسه أي علامات تشير إلى أنه كان الإشعاع، عامل أخذه إلى المنزل، حيث بقيت بعض أسابيع، وتم تعرض الأسرة إلى الإشعاع. عامل وعائلته وبعض الأقارب كانوا ثمانية وفيات الناجمة عن الحادث.

## وصلات خارجية
- "Information Notice No. 85-57: Lost Iridium-192 Source Resulting in the Death of Eight Persons in Morocco". لجنة تنظيمية نووية. مؤرشف من الأصل في 2019-08-05.

- وصف الحادث في جونستون الأرشيف